# Escuelas del Condado de Shelby (Tennessee)

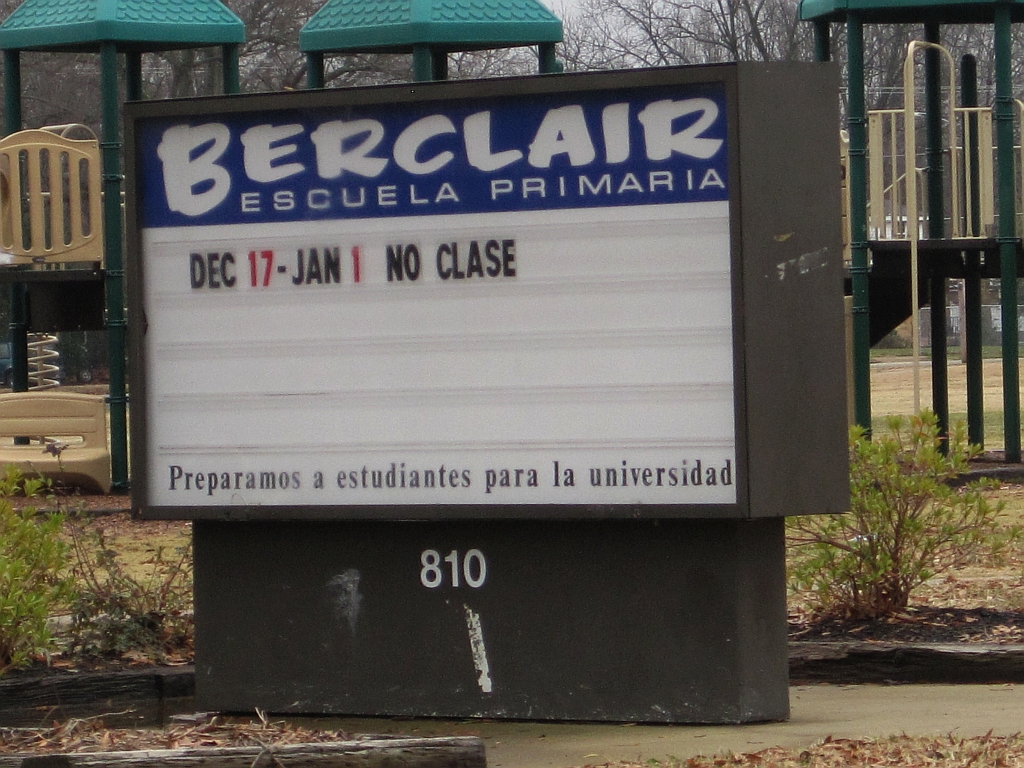
Letrero de la Escuela Primaria Berclair en español

Escuelas del Condado de Shelby (en inglés Shelby County Schools o SCS) es un distrito escolar de Tennessee, Estados Unidos. Tiene su sede en Memphis. Sirve el condado de Shelby sin Arlington, Bartlett, Collierville, Germantown, Lakeland, y Millington. En otras palabras, sirve la ciudad de Memphis y áreas no incorporadas.
El distrito abrió en 1867. Gestiona aproximadamente 230 escuelas, y tiene cerca de 140.000 estudiantes. SCS es el decimocuarto distrito escolar más grande del país.
En 2013 el distrito Escuelas de la Ciudad de Memphis se fusionó con el distrito Escuelas del Condado de Shelby. En 2013 seis ciudades del condado de Shelby se separaron del SCS y crearon sus propios distritos escolares.